# 名人 (囲碁)
名人（めいじん）は、優れた技能を持つ棋士に対する敬称。江戸時代から昭和初期にかけては名人は天下に1人と定められていた。現代では、囲碁の棋戦の一つである名人戦に優勝した棋士に贈られるタイトルとなっている。

## 歴史

### 近代以前
「名人」の語は、織田信長が一世本因坊本因坊算砂（日海）の囲碁の腕を讃えて「そちはまことの名人なり」と称揚されたことに由来しているとされる。ただし、証明する資料は一切なく、また、算砂の師匠の仙也も存命であり弱冠20歳の算砂が「名人」と呼ばれたとは信じがたいとの主張もある。なお、鎌倉時代の『二中歴』(ca.1210–1221) にはすでに、囲碁と雙六の名人についての記述がある。また、『正徹物語』(ca.1450) にも「名人」の用例がある。
のちに専業将棋棋士も、囲碁にならい名人という称号を使い始めた。
江戸時代、「名人」は幕府の家元制度の元で囲碁界を統括する立場として確立した。名人の地位に就いたもののうち、寺社奉行から許しを得て碁界の取りまとめ役となったものが「名人碁所」である。名人碁所は棋士全ての段位認定権を持ち、囲碁界の最高権力者であった。この地位をめぐり数々の死闘、暗闘が繰り広げられた。江戸時代から昭和初期に至るまでは九段が即名人を意味しており、天下にただ1人だけと定められていた。また、八段は準名人、七段は上手（じょうず）とよばれた。
名人碁所不在の際は、本因坊家が碁家、将棋家のとりまとめ役をつとめていた。
1924年に日本棋院が設立されてからは大手合による段位の認定が行われるようになり、本因坊秀哉名人引退後は、九段と名人の地位は別のものと定められた。

### 旧名人戦の創設
本因坊秀哉名人引退後、本因坊の名跡は本因坊戦に継承されていたが、名人の地位については決まりがついていないままであり、大手合による九段昇段者が出たことでもその意味を明確化する必要性があった。
将棋界では名人戦が創設されて人気を博しており、当然囲碁においても同様の形式が期待されてもいた（1934年、東京日日新聞主筆の阿部眞之助が囲碁及び将棋の「実力名人戦」を企画し、1935年に将棋の名人戦が開始したが、囲碁は本因坊秀哉の意向もあり本因坊戦とされ1939年に開始した）。これは坂口安吾の論評「碁にも名人戦つくれ」（1949年毎日新聞大阪版）にも現われている。
日本棋院では1949年の「日本棋院囲碁規約」に「名人規定」を盛り込んだ（①本因坊経験者、②段位九段、③七段以上と１８局打ち平均６５点以上、という３条件を満たしたものが、さらに「名人選考委員会」にて合格したものを推挙するとされた）が、具体的な棋戦などは定めず、実際に当時の第一人者と目される読売新聞嘱託の呉清源を加えた棋戦の実現は難しい状況でもあった。
1951年、朝日新聞は呉清源、藤沢庫之助、橋本宇太郎、木谷實による四強争覇戦を企画したが、立ち消えとなる。1952年に朝日は大手合を発展させて将棋と同様の順位戦制度による名人戦を企画、呉清源にも出場の承諾を得て、契約金1千万円を提示した。日本棋院では渉外担当理事の高川格がこの推進役だったが、木谷實の「名人は作るものではなく、自然に生まれるまで待つべきもの」といった反対論も根強かった。棋士全員による評議委員会では1票差で賛成多数となったが、僅差であることを懸念した高川が理事長の三好英之と相談の上でこれを撤回し、高川ら賛成派理事は辞任した。また朝日側の根回し不足から、関西棋院も不参加を表明。朝日はついに断念し、朝日・毎日・読売の新聞三社と日本棋院で、名人戦の呼称は使用しないことなどを申し合わせた。朝日はこの代わりとして1953年から最高位戦を開始した。一方で、1956年まで呉清源の十番碁を開催していた読売新聞社も1957年に「実力名人を決める」と謳った日本最強決定戦を開始した。
その後日本棋院では、物価上昇に比べて棋戦契約金が増えず、また棋士の増加もあって財政難となりつつあった。1960年に渉外担当理事となった藤沢秀行は、この解決策として名人戦創設を計画する。藤沢はこの年の本因坊戦の挑戦者となるが、対局料が1局6万円という安さだったのもその意識に拍車をかけた。当初朝日新聞に提案したが交渉はうまくいかず、次いで読売新聞と交渉して契約金2500万円で話をまとめ、棋士総会でも70対4の圧倒的多数で承認された。こうして関西棋院所属棋士や呉清源も参加する名人戦が読売新聞の主催で創設された。しかし朝日新聞はこれを機に大手合、最高位決定戦のスポンサーを降りることとなった。

### 第1期名人戦リーグ
名人戦スタート当初には橋本宇太郎らの「十番碁の覇者である呉清源を初代名人に推戴して始めるべきだ」との声もあったが、結局呉清源を含めた当時のトップ棋士13名による大型リーグ戦で第1期名人戦を開催することとなった。1961年から1962年にかけて行われたリーグ戦では、最終戦で藤沢秀行（9勝2敗）・呉清源（8勝3敗）・坂田栄男（8勝3敗）の三者による優勝争いとなった。藤沢は最終局橋本昌二に敗れて9勝3敗でリーグ戦を終了し、藤沢が「プレーオフに向けて英気を養うため」酒を飲みに行っている間に、坂田-呉戦（黒番坂田・白番呉）は終盤呉の猛追によりジゴでの終局となった（コミは5目であった）。名人戦の規定ではジゴは白勝ちとしていたが、通常の勝ちより劣ると定められていたため、9勝3敗の同率でありながら藤沢が呉を「半星」上回る形で初代名人になった。藤沢は渉外担当として名人戦設立に当たり、自ら名人位を手中にするというドラマチックな幕切れであった。

### 覇者交替のドラマ
第2期名人戦では、坂田栄男本因坊が藤沢秀行を破り、名人本因坊の称号を手にする。この時最終第7局での120手目のノゾキは「天来の妙手」と呼ばれ、名人位の行方を決定づけた一着として有名である。坂田は第3期も防衛の後、1965年第4期には23歳の林海峰が挑戦者となる。予想は当時全盛の坂田が圧倒的に有利であり、坂田は七番勝負1局目に勝った後、「20代の名人などありえない」との発言も出た。しかし林はその後盛り返して4勝2敗で名人位となり、一大センセーションとなった。この対局はTBSのドキュメンタリー『勝敗　第一部』として放送された。林は1968年に本因坊位も奪って名人本因坊となり、坂田一強時代はここに終焉した。
続く1968年の名人戦では53歳の高川格が林から名人を奪い「不死鳥」と呼ばれる。1973年には石田芳夫本因坊が林に挑戦し、3連勝と一気に林を土俵際に追い込んだ。しかし第4局、林は驚異の粘りでジゴ勝ちに持ち込むと、あと3番を制して防衛。3連敗4連勝は七番勝負史上初であった。しかし翌年は石田の再挑戦に敗れ、石田が名人本因坊となる。この間林は連続10期名人戦七番勝負の舞台に登場し、挑戦した時は全て奪取を果たすなど「名人戦男」の名をほしいままにした。旧名人戦最後の第14期には石田の兄弟子・大竹英雄が挑戦者として登場、タイトルを奪取した。

### 名人戦騒動
一方で、名人戦の契約金は高度成長期にあって1970年まで変わらず、74年でも2750万円に留まっていた。日本棋院はこの状況を打破するため、1974年12月3日に読売新聞に対して名人戦契約を第14期で打ち切ると通告、次いで12月12日に朝日新聞と1億円の契約金で第15期以降の仮契約を交わす。
これに対し読売新聞は、朝日以上の契約金で日本棋院に再交渉する。日本棋院では当初は朝日移管に対して棋士180人中反対者2人のみだったが、読売支持も増え始めて混乱し、理事会は総辞職する。しかし選挙による新理事選出では朝日派8人、読売派3人となった。読売は1975年7月26日に名人戦の契約を求める仮処分を申請、8月21日に本訴訟を起こす。また読売及び、朝日を除く各マスコミでは、日本棋院を批判する論調であった。しかし裁判は日本棋院有利に進み、12月10日に日本棋院顧問の岡田儀一による斡旋案「名人戦は朝日と契約」「読売は序列第一位の新棋戦、最高棋士決定戦・棋聖戦を新たに契約」（岡田私案）により、読売と日本棋院は和解することとなった。この一連の経緯は「名人戦騒動」と呼ばれている。この騒動は、当時朝日と契約していた将棋の名人戦の契約金問題（囲碁同様長く契約金が据え置かれていた）にも波及している。また囲碁界でも、それまでの棋戦が衣替えして天元や碁聖のタイトルが誕生するきっかけになった。

### 新名人戦
こうして名人戦は朝日新聞主催となり、期数も第1期から新たにカウントされることになったが、旧名人戦最後のタイトル者であった大竹英雄の地位は持ち越された。その大竹は新装成った名人戦の舞台で活躍、特に林海峰との戦いは「チクリンの名勝負」と呼ばれ、ファンを湧かせた。大竹は旧名人戦14期から6期連続で七番勝負に出場、「新名人戦男」と呼ばれることになった。
その大竹から名人位を奪ったのは弟弟子・趙治勲であった。趙は第6期（1980年）、24歳の若さで名人を奪取し、祖国韓国で囲碁ブームが巻き起こるきっかけを作った。1983年には棋聖・本因坊と合わせ、史上初の大三冠を達成する。1984年の第9期、趙は大竹英雄に3連敗後4連勝して前人未到の名人5連覇を果たし、初めて名誉名人の資格を得る。しかし6連覇がかかった1985年・第10期に小林光一が悲願の名人奪取。ここから趙・小林の角逐時代が本格的に幕を開けた。
1986年の第11期には、加藤正夫が1981年以来二度目の挑戦にして初の名人奪取。翌年も林海峰相手に防衛を果たし、七大タイトルのうち四冠を制する。しかし1988年、小林が再び名人奪取。ここから小林の長期政権が始まる。中でも1992年第17期の、兄弟子大竹英雄を挑戦者に迎えての第7局では、終盤まで劣勢であった小林がヨセでワリコミの妙手を放ち逆転に成功。この一局は名人戦史上に残る名勝負といわれる。これを含め、大竹は趙・小林に計6度挑戦を果たしているが、奪取は果たせなかった。
1995年の第20期、小林の8連覇を阻んだのは、かつて石田・加藤とともに「木谷三羽烏」と呼ばれながら、名人戦に縁のなかった武宮正樹であった。この第5局、武宮は攻め合い負けと見えた石を第一線マガリの妙手で逆転。小林は局後に「恐ろしいものを見た」と何度もうめいたといわれる。この局も名人戦史上に残る一番として名高い。
しかし翌年には天敵・趙治勲が12年ぶりに名人戦の舞台に登場、4-2で武宮を降して名人復帰を果たした。趙は以後4連覇、再度の大三冠も達成し、第一人者の貫禄を見せつけた。
日本の名人戦と中国の名人戦の優勝者同士による世界棋戦「日中名人戦」が1988年から1994年まで行われた。また1996年には韓国の国手戦優勝者も交えた「世界囲碁最強戦」が行われ、李昌鎬が優勝した。

### 2000年以降
2000年の第25期には、依田紀基が二度目の挑戦で趙を4-0で下し、タイトルを奪取した。これにより名人位は、23年ぶりに木谷一門の手から離れることとなった。この時の第4局、依田は中央の大石を捨てる思い切った作戦で勝利、「捨て石の名局」と讃えられた。依田は趙の2度にわたるリターンマッチ、史上最年長での挑戦となった林海峰などを撃破し、4連覇を果たす。
2004年、挑戦者として張栩が登場。依田を下し、24歳の若さで史上5人目の名人本因坊の地位に就いた。さらに2006年には高尾紳路がリーグ初参加初挑戦（史上初）。このシリーズ第4局はコウ争いに次ぐコウ争いとなり、364手という激闘となった。これを制した高尾はその勢いのまま名人を奪取し、史上6人目の名人本因坊となる。しかし翌年には張栩がすかさずこれを奪回、2008年には史上最年少19歳で名人戦挑戦者となった井山裕太を迎え撃ち、4-3で防衛。翌年には名人含め、現行七大タイトル史上初の五冠を達成した。
しかし2009年、井山裕太はリーグ戦を8戦全勝で勝ち上がり、前年に続き挑戦権を獲得。その勢いのまま4-1で張栩を撃破、史上最年少で名人の座に就いた。なお、20歳4ヶ月での獲得は、7大タイトル戦でのタイトル獲得の最年少記録でもある（その後、芝野虎丸に記録を破られる）。井山は翌年も高尾紳路の挑戦を4-0のストレートで退け、若き実力者として君臨した。
2011年、山下敬吾が8年ぶりに七番勝負に登場。井山を4-2で破って初の名人位を獲得するとともに、史上7人目の名人本因坊となった。翌2012年は、井山とのプレーオフを制して羽根直樹が名人初挑戦を果たしたが、フルセットの末に山下が防衛を決めた。
2013年の第38期には井山裕太が挑戦者として再登場、4-1で山下を降し、36期の雪辱を果たした。翌2014年には、七番勝負初登場となった河野臨が挑戦者となるが、井山は4－2のスコアで勝利、2連覇となった。2015年にも井山は高尾紳路をストレートで降し、その勢いのままに2016年には史上初の七冠独占を果たす。しかしこの年の第42期名人戦では、高尾が4-3で名人位を奪取して、井山のタイトル独占を切り崩してみせた。
2017年、井山は高尾に奪われた名人以外のタイトルを全て防衛し、名人リーグも8戦全勝で勝ち上がって挑戦権を獲得。七番勝負では高尾を4-1で降し、再度七冠王に君臨した。これらの功績により、井山は2018年に囲碁界では初となる国民栄誉賞を受賞した。
無敵とも見えた井山だが、2018年の第43期には張栩が1勝3敗から後を3連勝し、10年ぶりの名人奪回を果たした。
2019年の第44期では初挑戦の芝野虎丸が4勝1敗で張をくだし、七大タイトル史上最年少での名人位を獲得（19歳11ヶ月）した。
翌年2020年の第45期、勢いに乗る芝野は三冠までタイトル数を伸ばし、挑戦者の井山も三冠であった為、史上初の三冠同士による名人戦となった。囲碁界の覇権を占う頂上対決であったが、井山が4-1と圧倒し奪取、4年ぶりの大三冠復帰になると共に、4度目の名人戴冠となった。
続く2021年の第46期では井山が初挑戦の一力遼をフルセットの末に下し防衛。近年入れ替わりが激しかった名人戦において7年ぶりとなるタイトル保持者の防衛成功となった。
しかし2022年の第47期は芝野が4-3の熱戦を制して2年ぶりに名人位を奪還し、井山は三冠に後退した。翌2023年にも井山の挑戦を退けて防衛するが、2024年の第49期にはリーグ全勝で挑戦権を獲得した一力遼が、4-2で名人位を初奪取。一力は棋聖・天元・本因坊と合わせて四冠に輝く一方、芝野は無冠へと転落し、明暗が分かれた一戦となった。

## 名人戦
1961年より読売新聞主催で始まり、1976年からは朝日新聞社主催で開催されている。
読売新聞時代の名人戦は「旧名人戦」と呼んで区別されている。現行の名人戦は移管後新たに「第1期」からカウントしているが、旧名人戦最後のタイトル者大竹英雄は移行時にもその地位は持ち越され、現行名人戦の第1期に挑戦者を迎えることとなった。
なお、「名人」を冠した棋戦はほかにもあり、日本には十段戦の前身となった早碁名人戦、女流棋戦の女流名人戦などがある。また、韓国、中国、台湾にも同名の棋戦がある。

### 仕組み
9人が参加するリーグ戦を行い、一位になった者がタイトル保持者と挑戦手合七番勝負を行い、優勝者を決める。七番勝負は例年8月から11月にかけて、持ち時間8時間・二日制で、全国の高級ホテル・旅館を舞台として開催される。
リーグは最終予選勝ち抜き者4名、前期からの残留者4名、七番勝負敗者1名から成る。ただし最上位者が複数の場合には序列上位2名で挑戦者決定戦（プレーオフ）を行う。名人リーグは棋聖リーグと並んで「黄金の椅子」とも呼ばれ、この二大リーグに参加することが一流棋士の証とされている。六段以下の棋士がリーグ入りを果たした場合、七段に昇段する。また挑戦権獲得が決まったら八段に、さらに名人位を奪取した場合九段へ昇段する。

## 名誉名人
名人を5連覇、または通算10期以上獲得した棋士は、引退後または60歳以降に「名誉名人」となる資格を得る。
2019年現在、名誉名人の称号を持つのは趙治勲・小林光一の2人で、小林は60歳を迎えた2012年より、趙は2016年よりそれぞれこの称号を名乗っている。
| 棋士     | 通算 | 連覇  | 年                             |
| -------- | ---- | ----- | ------------------------------ |
| 趙治勲   | 9期  | 5連覇 | 1980年－1984年、1996年－1999年 |
| 小林光一 | 8期  | 7連覇 | 1985年、1988年－1994年         |

## 歴代名人

### 終身名人制
終身名人制は江戸時代から本因坊秀哉の引退まで続けられた。ただし、安井算知は生前の1675年に名人を返上している。
また、将棋とくらべると名人空位の期間が多く（名人空位の期間は本因坊家が碁将棋家のとりまとめをしていた）、そのため、終身名人の人数も少なくなっている。さらに、将棋の場合は「〇〇世名人」と、終身名人になった代数で呼ばれることが多いが、囲碁の場合は終身名人の代数で呼ばれることは少ない。
| 棋士         | 読み             | 生年 | 就任年 | 没年 |
| ------------ | ---------------- | ---- | ------ | ---- |
| 本因坊算砂   | さんさ           | 1559 |        | 1623 |
| 中村道碩     | どうせき         | 1582 | 1623-  | 1630 |
| 安井算知     | さんち           | 1617 | 1668-  | 1703 |
| 本因坊道策   | どうさく         | 1645 | 1677-  | 1702 |
| 井上道節因碩 | どうせついんせき | 1646 | 1708-  | 1720 |
| 本因坊道知   | どうち           | 1690 | 1721-  | 1727 |
| 本因坊察元   | さつげん         | 1733 | 1766-  | 1788 |
| 本因坊丈和   | じょうわ         | 1787 | 1831-  | 1847 |
| 本因坊秀栄   | しゅうえい       | 1852 | 1906-  | 1907 |
| 本因坊秀哉   | しゅうさい       | 1874 | 1914-  | 1940 |

### 新旧名人戦
| 棋士     | 生年                   | 初獲得 | 備考     |
| -------- | ---------------------- | ------ | -------- |
| 藤沢秀行 | 1925年6月14日          | 1962年 | 旧名人戦 |
| 坂田栄男 | 1920年2月15日          | 1963年 | 旧名人戦 |
| 林海峰   | 1942年5月6日（83歳）   | 1965年 | 旧名人戦 |
| 高川格   | 1915年9月21日          | 1968年 | 旧名人戦 |
| 石田芳夫 | 1948年8月15日（77歳）  | 1974年 | 旧名人戦 |
| 大竹英雄 | 1942年5月12日（83歳）  | 1975年 | 旧名人戦 |
| 趙治勲   | 1956年6月20日（69歳）  | 1980年 | 新名人戦 |
| 小林光一 | 1952年9月10日（72歳）  | 1985年 | 新名人戦 |
| 加藤正夫 | 1947年3月15日          | 1986年 | 新名人戦 |
| 武宮正樹 | 1951年1月1日（74歳）   | 1995年 | 新名人戦 |
| 依田紀基 | 1966年2月11日（59歳）  | 2000年 | 新名人戦 |
| 張栩     | 1980年1月20日（45歳）  | 2004年 | 新名人戦 |
| 高尾紳路 | 1976年10月26日（48歳） | 2006年 | 新名人戦 |
| 井山裕太 | 1989年5月24日（36歳）  | 2009年 | 新名人戦 |
| 山下敬吾 | 1978年9月6日（46歳）   | 2011年 | 新名人戦 |
| 芝野虎丸 | 1999年11月9日（25歳）  | 2019年 | 新名人戦 |
| 一力遼   | 1997年6月10日（28歳）  | 2024年 | 新名人戦 |

## 歴代挑戦手合
○●はそのシリーズの勝者から見た勝敗、網掛けは前のタイトル保持者。

### 旧名人戦
| 期 | 年度   | 優勝     | 段位   | 説明           | 説明           | 説明           |
| -- | ------ | -------- | ------ | -------------- | -------------- | -------------- |
| 1  | 1962年 | 藤沢秀行 | 八段   | 13名のリーグ戦 | 13名のリーグ戦 | 13名のリーグ戦 |
|    |        |          |        |                |                |                |
| 期 | 年度   | 名人     | 段位   | 勝敗           | 対局者         | 段位           |
| 2  | 1963年 | 坂田栄男 | 本因坊 | 4-3            | 藤沢秀行       | 名人           |
| 3  | 1964年 | 坂田栄男 | 三冠   | 4-1            | 藤沢秀行       | 九段           |
| 4  | 1965年 | 林海峰   | 八段   | 4-2            | 坂田栄男       | 三冠           |
| 5  | 1966年 | 林海峰   | 名人   | 4-1            | 坂田栄男       | 二冠           |
| 6  | 1967年 | 林海峰   | 名人   | 4-1            | 坂田栄男       | 三冠           |
| 7  | 1968年 | 高川格   | 九段   | 4-1            | 林海峰         | 二冠           |
| 8  | 1969年 | 林海峰   | 本因坊 | 4-2            | 高川格         | 名人           |
| 9  | 1970年 | 藤沢秀行 | 王座   | 4-2            | 林海峰         | 二冠           |
| 10 | 1971年 | 林海峰   | 九段   | 4-2            | 藤沢秀行       | 名人           |
| 11 | 1972年 | 林海峰   | 名人   | 4-2            | 藤沢秀行       | 九段           |
| 12 | 1973年 | 林海峰   | 名人   | 4-3            | 石田芳夫       | 本因坊         |
| 13 | 1974年 | 石田芳夫 | 本因坊 | 4-3            | 林海峰         | 二冠           |
| 14 | 1975年 | 大竹英雄 | 九段   | 4-3            | 石田芳夫       | 三冠           |

### 名人戦
無は無勝負（詳細は後述）。
| 期 | 年度   | 名人     | 段位   | 勝敗     | 対局者   | 段位 |
| -- | ------ | -------- | ------ | -------- | -------- | ---- |
| 1  | 1976年 | 大竹英雄 | 二冠   | ○○○●○    | 石田芳夫 | 九段 |
| 2  | 1977年 | 林海峰   | 九段   | ○○○○     | 大竹英雄 | 名人 |
| 3  | 1978年 | 大竹英雄 | 碁聖   | ●○○○●○   | 林海峰   | 名人 |
| 4  | 1979年 | 大竹英雄 | 名人   | ○○●○○    | 坂田栄男 | 九段 |
| 5  | 1980年 | 趙治勲   | 八段   | ○○●無○○  | 大竹英雄 | 三冠 |
| 6  | 1981年 | 趙治勲   | 二冠   | ○○○○     | 加藤正夫 | 二冠 |
| 7  | 1982年 | 趙治勲   | 三冠   | ○○○●○    | 大竹英雄 | 碁聖 |
| 8  | 1983年 | 趙治勲   | 二冠   | ○○●○○    | 大竹英雄 | 碁聖 |
| 9  | 1984年 | 趙治勲   | 二冠   | ●●●○○○○  | 大竹英雄 | 碁聖 |
| 10 | 1985年 | 小林光一 | 十段   | ○●○○●●○  | 趙治勳   | 二冠 |
| 11 | 1986年 | 加藤正夫 | 王座   | ○○○○     | 小林光一 | 四冠 |
| 12 | 1987年 | 加藤正夫 | 四冠   | ○○○○     | 林海峰   | 九段 |
| 13 | 1988年 | 小林光一 | 二冠   | ●○○○○    | 加藤正夫 | 名人 |
| 14 | 1989年 | 小林光一 | 三冠   | ●○○○○    | 淡路修三 | 九段 |
| 15 | 1990年 | 小林光一 | 三冠   | ○●●○○○   | 大竹英雄 | 九段 |
| 16 | 1991年 | 小林光一 | 三冠   | ○●○○○    | 林海峰   | 天元 |
| 17 | 1992年 | 小林光一 | 三冠   | ○●○●○●○  | 大竹英雄 | 九段 |
| 18 | 1993年 | 小林光一 | 名人   | ○○●○○    | 大竹英雄 | 九段 |
| 19 | 1994年 | 小林光一 | 名人   | ○○○○     | 林海峰   | 天元 |
| 20 | 1995年 | 武宮正樹 | 九段   | ○○○●○    | 小林光一 | 名人 |
| 21 | 1996年 | 趙治勲   | 二冠   | ○●○○●○   | 武宮正樹 | 名人 |
| 22 | 1997年 | 趙治勲   | 大三冠 | ●○●○○○   | 小林光一 | 九段 |
| 23 | 1998年 | 趙治勲   | 大三冠 | ●○○無●○○ | 王立誠   | 九段 |
| 24 | 1999年 | 趙治勲   | 二冠   | ○○●○○    | 依田紀基 | 九段 |
| 25 | 2000年 | 依田紀基 | 九段   | ○○○○     | 趙治勲   | 名人 |

| 期 | 年度   | 名人     | 段位   | 勝敗    | 対局者   | 段位 |
| -- | ------ | -------- | ------ | ------- | -------- | ---- |
| 26 | 2001年 | 依田紀基 | 名人   | ○○●●○○  | 林海峰   | 九段 |
| 27 | 2002年 | 依田紀基 | 名人   | ○○●○○   | 趙治勳   | 王座 |
| 28 | 2003年 | 依田紀基 | 二冠   | ○○●○○   | 山下敬吾 | 棋聖 |
| 29 | 2004年 | 張栩     | 二冠   | ●○●○○○  | 依田紀基 | 二冠 |
| 30 | 2005年 | 張栩     | 二冠   | ○○○●●●○ | 小林覚   | 九段 |
| 31 | 2006年 | 高尾紳路 | 本因坊 | ○○●○●○  | 張栩     | 三冠 |
| 32 | 2007年 | 張栩     | 碁聖   | ●○○○●●○ | 高尾紳路 | 二冠 |
| 33 | 2008年 | 張栩     | 二冠   | ●●○○○●○ | 井山裕太 | 八段 |
| 34 | 2009年 | 井山裕太 | 八段   | ●○○○○   | 張栩     | 五冠 |
| 35 | 2010年 | 井山裕太 | 名人   | ○○○○    | 高尾紳路 | 九段 |
| 36 | 2011年 | 山下敬吾 | 本因坊 | ○●○○●○  | 井山裕太 | 二冠 |
| 37 | 2012年 | 山下敬吾 | 名人   | ○●●○○●○ | 羽根直樹 | 九段 |
| 38 | 2013年 | 井山裕太 | 五冠   | ●○○○○   | 山下敬吾 | 名人 |
| 39 | 2014年 | 井山裕太 | 六冠   | ○●●○○○  | 河野臨   | 九段 |
| 40 | 2015年 | 井山裕太 | 四冠   | ○○○○    | 高尾紳路 | 天元 |
| 41 | 2016年 | 高尾紳路 | 九段   | ○○○●●●○ | 井山裕太 | 七冠 |
| 42 | 2017年 | 井山裕太 | 六冠   | ●○○○○   | 高尾紳路 | 名人 |
| 43 | 2018年 | 張栩     | 九段   | ●●○●○○○ | 井山裕太 | 六冠 |
| 44 | 2019年 | 芝野虎丸 | 八段   | ●○○○○   | 張栩     | 名人 |
| 45 | 2020年 | 井山裕太 | 三冠   | ○○●○○   | 芝野虎丸 | 三冠 |
| 46 | 2021年 | 井山裕太 | 四冠   | ○●●○●○○ | 一力遼   | 天元 |
| 47 | 2022年 | 芝野虎丸 | 九段   | ●○○○●●○ | 井山裕太 | 四冠 |
| 48 | 2023年 | 芝野虎丸 | 名人   | ○○○●●○  | 井山裕太 | 王座 |
| 49 | 2024年 | 一力遼   | 棋聖   | ○○●○●○  | 芝野虎丸 | 名人 |

## リーグ戦
- 5期以上のタイトルを獲得した棋士の名前には着色している（参考）。

### 旧名人戦リーグ
◎はタイトル獲得者、△は挑戦者か前タイトル保持者。
| 期 | リーグ在籍棋士 | リーグ在籍棋士 | リーグ在籍棋士 | リーグ在籍棋士 | リーグ在籍棋士 | リーグ在籍棋士 | リーグ在籍棋士 | リーグ在籍棋士 | リーグ在籍棋士 | リーグ在籍棋士 | リーグ在籍棋士 | リーグ在籍棋士 | リーグ在籍棋士 | リーグ在籍棋士 |
| -- | -------------- | -------------- | -------------- | -------------- | -------------- | -------------- | -------------- | -------------- | -------------- | -------------- | -------------- | -------------- | -------------- | -------------- |
| 1  | 藤沢秀行◎      | 木谷實         | 呉清源         | 藤沢朋斎       | 橋本宇太郎     | 島村俊廣       | 半田道玄       | 高川格         | 坂田栄男       | 宮下秀洋       | 杉内雅男       | 岩田達明       | 橋本昌二       |                |
| 2  | 藤沢秀行△      | 木谷實         | 呉清源         | 藤沢朋斎       | 林有太郎       | 鈴木越雄       | 半田道玄       | 宮本直毅       | 坂田栄男◎      |                |                |                | 橋本昌二       |                |
| 3  | 藤沢秀行△      | 木谷實         | 呉清源         | 藤沢朋斎       | 中村勇太郎     |                |                |                | 坂田栄男◎      | 宮下秀洋       |                | 林海峰         | 橋本昌二       |                |
| 4  | 藤沢秀行       | 木谷實         | 呉清源         | 藤沢朋斎       | 榊原章二       | 大平修三       |                | 高川格         | 坂田栄男△      |                |                | 林海峰◎        | 橋本昌二       |                |
| 5  | 藤沢秀行       | 小林光一       |                | 藤沢朋斎       | 梶原武雄       | 大平修三       | 半田道玄       | 高川格         | 坂田栄男△      | 久井敬史       | 羽根泰正       | 林海峰◎        | 橋本昌二       |                |
| 6  | 藤沢秀行       | 小林光一       | 山部俊郎       | 藤沢朋斎       |                | 大平修三       |                | 高川格         | 坂田栄男△      | 宮下秀洋       | 杉内雅男       | 林海峰◎        | 橋本昌二       |                |
| 7  | 藤沢秀行       | 小林光一       | 山部俊郎       | 藤沢朋斎       | 窪内秀知       | 島村俊廣       |                | 高川格◎        | 坂田栄男       | 久井敬史       | 羽根泰正       | 林海峰△        | 橋本昌二       |                |
| 8  | 藤沢秀行       | 小林光一       | 前田陳爾       | 藤沢朋斎       | 窪内秀知       |                |                | 高川格△        | 坂田栄男       | 大竹英雄       | 羽根泰正       | 林海峰◎        | 橋本昌二       | 加田克司       |
| 9  | 藤沢秀行◎      | 小林光一       | 山部俊郎       | 藤沢朋斎       | 梶原武雄       |                | 本田邦久       | 高川格         | 坂田栄男       | 大竹英雄       |                | 林海峰△        | 橋本昌二       |                |
| 10 | 藤沢秀行△      | 小林光一       | 佐藤直男       | 藤沢朋斎       | 梶原武雄       | 島村俊廣       | 本田邦久       | 高川格         |                | 大竹英雄       | 杉内雅男       | 林海峰◎        |                |                |
| 11 | 藤沢秀行△      | 小林光一       | 工藤紀夫       | 藤沢朋斎       | 梶原武雄       |                | 本田邦久       | 高川格         |                | 大竹英雄       |                | 林海峰◎        | 石田芳夫       | 加田克司       |
| 12 | 藤沢秀行       | 小林光一       | 山部俊郎       | 藤沢朋斎       | 星野紀         | 島村俊廣       |                |                |                | 大竹英雄       | 杉内雅男       | 林海峰◎        | 石田芳夫△      | 加田克司       |
| 13 | 藤沢秀行       | 小林光一       | 山部俊郎       | 藤沢朋斎       | 橋本宇太郎     | 岩本薫         | 本田邦久       |                |                | 大竹英雄       | 杉内雅男       | 林海峰△        | 石田芳夫◎      |                |
| 14 | 藤沢秀行       | 小林光一       | 山部俊郎       | 藤沢朋斎       | 橋本宇太郎     |                |                |                | 坂田栄男       | 大竹英雄◎      |                | 林海峰         | 石田芳夫△      | 加田克司       |

### 新名人戦リーグ
1976年以降の名人リーグ。順位は前年リーグ成績が反映された序列（前回のタイトル保持者or挑戦者が1位）。5位まで（48期までは6位まで）が前回のリーグ残留者。6位4人（48期までは7位3人）は最終予選勝者。名人位は前期の名人獲得者。
◎はタイトル挑戦権獲得者。▼はリーグ陥落。Pはプレーオフ。全は全勝者。
| 期 | 名人位   |  | 1位         | 2位         | 3位         | 4位        | 5位        | 6位         |  | 7位         | 7位       | 7位         |
| -- | -------- |  | ----------- | ----------- | ----------- | ---------- | ---------- | ----------- |  | ----------- | --------- | ----------- |
| 1  | 大竹英雄 |  | 石田芳夫◎   | 藤沢秀行▼   | 坂田栄男    | 橋本宇太郎 | 林海峰     | 山部俊郎▼   |  | 窪内秀知    | 梶原武雄  | 工藤紀夫▼   |
| 2  | 大竹英雄 |  | 石田芳夫    | 林海峰◎     | 坂田栄男    | 橋本宇太郎 | 窪内秀知▼  | 梶原武雄    |  | 加藤正夫    | 白石裕▼   | 趙治勲▼     |
| 3  | 林海峰   |  | 大竹英雄◎   | 石田芳夫    | 坂田栄男    | 加藤正夫P  | 橋本宇太郎 | 梶原武雄▼   |  | 工藤紀夫▼   | 白石裕▼   | 趙治勲      |
| 4  | 大竹英雄 |  | 林海峰      | 加藤正夫    | 坂田栄男◎   | 趙治勲     | 橋本宇太郎 | 石田芳夫▼   |  | 牛之浜撮雄▼ | 武宮正樹  | 山城宏▼     |
| 5  | 大竹英雄 |  | 坂田栄男    | 加藤正夫P   | 武宮正樹    | 林海峰     | 趙治勲◎    | 橋本宇太郎▼ |  | 小林光一    | 羽根泰正▼ | 山城宏▼     |
| 6  | 趙治勲   |  | 大竹英雄P   | 加藤正夫◎   | 武宮正樹    | 林海峰     | 小林光一   | 坂田栄男    |  | 島村俊廣▼   | 山部俊郎▼ | 佐藤昌晴▼   |
| 7  | 趙治勲   |  | 加藤正夫    | 大竹英雄◎   | 林海峰      | 武宮正樹▼  | 小林光一   | 坂田栄男    |  | 島村俊廣▼   | 本田邦久▼ | 羽根泰正    |
| 8  | 趙治勲   |  | 大竹英雄◎   | 林海峰      | 小林光一    | 坂田栄男   | 加藤正夫   | 羽根泰正▼   |  | 東野弘昭▼   | 石井邦生▼ | 石田章      |
| 9  | 趙治勲   |  | 大竹英雄◎   | 林海峰      | 加藤正夫    | 小林光一P  | 坂田栄男▼  | 石田章      |  | 橋本昌二▼   | 高木祥一  | 小林覚▼     |
| 10 | 趙治勲   |  | 大竹英雄    | 小林光一◎   | 石田章      | 高木祥一   | 林海峰     | 加藤正夫    |  | 大平修三▼   | 山城宏▼   | 依田紀基▼   |
| 11 | 小林光一 |  | 趙治勲P     | 大竹英雄▼   | 加藤正夫◎   | 石田章     | 林海峰     | 高木祥一▼   |  | 武宮正樹    | 山城宏    | 王銘琬▼     |
| 12 | 加藤正夫 |  | 小林光一    | 趙治勲      | 石田章      | 武宮正樹   | 林海峰◎    | 山城宏▼     |  | 藤沢秀行    | 大竹英雄▼ | 白石裕▼     |
| 13 | 加藤正夫 |  | 林海峰P     | 小林光一◎   | 趙治勲      | 石田章▼    | 武宮正樹   | 藤沢秀行    |  | 石田芳夫    | 大平修三▼ | 淡路修三▼   |
| 14 | 小林光一 |  | 加藤正夫    | 林海峰P     | 趙治勲      | 藤沢秀行▼  | 武宮正樹   | 石田芳夫▼   |  | 本田邦久    | 淡路修三◎ | 上村邦夫▼   |
| 15 | 小林光一 |  | 淡路修三    | 林海峰      | 武宮正樹    | 趙治勲     | 本田邦久▼  | 加藤正夫▼   |  | 大竹英雄◎   | 藤沢秀行▼ | 依田紀基    |
| 16 | 小林光一 |  | 大竹英雄    | 武宮正樹    | 趙治勲      | 淡路修三▼  | 林海峰◎全  | 依田紀基    |  | 藤沢秀行    | 石井邦生▼ | 三村智保▼   |
| 17 | 小林光一 |  | 林海峰      | 武宮正樹    | 趙治勲      | 依田紀基   | 藤沢秀行▼  | 大竹英雄◎   |  | 岩田達明▼   | 淡路修三  | 小松英樹▼   |
| 18 | 小林光一 |  | 大竹英雄◎   | 趙治勲      | 依田紀基    | 淡路修三▼  | 武宮正樹   | 林海峰      |  | 加藤正夫    | 宮沢吾朗▼ | 片岡聡▼     |
| 19 | 小林光一 |  | 大竹英雄▼   | 趙治勲P     | 武宮正樹    | 依田紀基▼  | 林海峰◎    | 加藤正夫    |  | 佐藤昌晴▼   | 淡路修三  | 片岡聡      |
| 20 | 小林光一 |  | 林海峰      | 趙治勲      | 加藤正夫    | 片岡聡     | 武宮正樹◎  | 淡路修三▼   |  | 王立誠      | 王銘琬▼   | 結城聡▼     |
| 21 | 武宮正樹 |  | 小林光一    | 王立誠      | 趙治勲◎     | 加藤正夫   | 片岡聡     | 林海峰      |  | 依田紀基▼   | 工藤紀夫▼ | 王銘琬▼     |
| 22 | 趙治勲   |  | 武宮正樹    | 王立誠P     | 加藤正夫    | 小林光一◎  | 片岡聡     | 林海峰▼     |  | 依田紀基▼   | 柳時熏    | 楊嘉源▼     |
| 23 | 趙治勲   |  | 小林光一    | 王立誠◎全   | 片岡聡▼     | 柳時熏     | 武宮正樹   | 加藤正夫    |  | 依田紀基    | 林海峰▼   | 東野弘昭▼   |
| 24 | 趙治勲   |  | 王立誠      | 加藤正夫    | 依田紀基◎   | 小林光一P  | 柳時熏     | 武宮正樹    |  | 小林覚▼     | 三村智保▼ | 酒井真樹▼   |
| 25 | 趙治勲   |  | 依田紀基◎   | 小林光一▼   | 柳時熏      | 王立誠     | 加藤正夫   | 武宮正樹▼   |  | 王銘琬P     | 今村善彰▼ | 羽根直樹    |
| 26 | 依田紀基 |  | 趙治勲      | 王銘琬      | 王立誠▼     | 羽根直樹▼  | 柳時熏     | 加藤正夫    |  | 林海峰◎     | 趙善津    | 小松英樹▼   |
| 27 | 依田紀基 |  | 林海峰      | 趙治勲◎     | 柳時熏      | 趙善津▼    | 王銘琬     | 加藤正夫▼   |  | 王立誠      | 彦坂直人▼ | 山下敬吾    |
| 28 | 依田紀基 |  | 趙治勲      | 柳時熏▼     | 山下敬吾◎全 | 王銘琬     | 林海峰     | 王立誠      |  | 武宮正樹▼   | 溝上知親▼ | 張栩        |
| 29 | 依田紀基 |  | 山下敬吾    | 林海峰▼     | 張栩◎       | 王立誠▼    | 趙治勲▼    | 王銘琬      |  | 小林覚P     | 今村俊也  | 山田規三生  |
| 30 | 張栩     |  | 依田紀基    | 小林覚◎     | 今村俊也    | 山下敬吾P  | 王銘琬▼    | 山田規三生  |  | 趙善津▼     | 小県真樹▼ | 坂井秀至    |
| 31 | 張栩     |  | 小林覚      | 山下敬吾    | 今村俊也▼   | 山田規三生 | 坂井秀至   | 依田紀基    |  | 高尾紳路◎   | 潘善琪▼   | 黄翊祖▼     |
| 32 | 高尾紳路 |  | 張栩◎       | 山下敬吾▼   | 坂井秀至    | 小林覚     | 山田規三生 | 依田紀基    |  | 彦坂直人▼   | 三村智保▼ | 黄翊祖      |
| 33 | 張栩     |  | 高尾紳路    | 山田規三生  | 坂井秀至    | 小林覚     | 依田紀基▼  | 黄翊祖▼     |  | 趙治勲      | 陳嘉鋭▼   | 井山裕太◎   |
| 34 | 張栩     |  | 井山裕太◎全 | 山田規三生  | 趙治勲      | 高尾紳路   | 坂井秀至   | 小林覚▼     |  | 王銘琬▼     | 小県真樹  | 張豊猷▼     |
| 35 | 井山裕太 |  | 張栩        | 山田規三生▼ | 高尾紳路◎   | 坂井秀至   | 小県真樹▼  | 趙治勲      |  | 王銘琬▼     | 結城聡    | 溝上知親    |
| 36 | 井山裕太 |  | 高尾紳路    | 張栩        | 結城聡      | 坂井秀至▼  | 溝上知親   | 趙治勲▼     |  | 山下敬吾◎   | 羽根直樹P | 林漢傑▼     |
| 37 | 山下敬吾 |  | 井山裕太P   | 羽根直樹◎   | 高尾紳路    | 張栩       | 結城聡▼    | 溝上知親    |  | 河野臨      | 金秀俊▼   | 内田修平▼   |
| 38 | 山下敬吾 |  | 羽根直樹    | 井山裕太◎   | 河野臨P     | 高尾紳路   | 張栩       | 溝上知親▼   |  | 結城聡▼     | 坂井秀至▼ | 村川大介    |
| 39 | 井山裕太 |  | 山下敬吾P   | 河野臨◎     | 張栩        | 羽根直樹   | 高尾紳路   | 村川大介    |  | 結城聡▼     | 柳時熏▼   | 黄翊祖▼     |
| 40 | 井山裕太 |  | 河野臨      | 山下敬吾P   | 張栩        | 高尾紳路◎  | 羽根直樹▼  | 村川大介    |  | 蘇耀国▼     | 黄翊祖    | 金沢真▼     |
| 41 | 井山裕太 |  | 高尾紳路◎   | 山下敬吾    | 河野臨      | 張栩       | 黄翊祖     | 村川大介    |  | 羽根直樹▼   | 内田修平▼ | 平田智也▼   |
| 42 | 高尾紳路 |  | 井山裕太◎全 | 村川大介    | 山下敬吾    | 張栩       | 河野臨     | 黄翊祖      |  | 羽根直樹▼   | 坂井秀至▼ | 余正麒▼     |
| 43 | 井山裕太 |  | 高尾紳路▼   | 山下敬吾    | 村川大介    | 張栩◎全    | 河野臨     | 黄翊祖▼     |  | 羽根直樹    | 余正麒▼   | 芝野虎丸    |
| 44 | 張栩     |  | 井山裕太    | 芝野虎丸◎   | 山下敬吾    | 河野臨P    | 羽根直樹   | 村川大介    |  | 鈴木伸二▼   | 孫喆▼     | 六浦雄太▼   |
| 45 | 芝野虎丸 |  | 張栩▼       | 河野臨      | 井山裕太◎全 | 羽根直樹   | 山下敬吾   | 村川大介▼   |  | 林漢傑▼     | 一力遼    | 許家元      |
| 46 | 井山裕太 |  | 芝野虎丸    | 一力遼◎全   | 河野臨▼     | 許家元     | 羽根直樹   | 山下敬吾    |  | 本木克弥    | 安斎伸彰▼ | 余正麒▼     |
| 47 | 井山裕太 |  | 一力遼      | 許家元      | 羽根直樹▼   | 山下敬吾   | 本木克弥▼  | 芝野虎丸◎   |  | 余正麒      | 伊田篤史▼ | 志田達哉    |
| 48 | 芝野虎丸 |  | 井山裕太◎   | 一力遼P     | 山下敬吾    | 志田達哉▼  | 余正麒     | 許家元      |  | 張栩▼       | 佐田篤史▼ | 富士田明彦▼ |
| -  | 名人位   |  | 1位         | 2位         | 3位         | 4位        | 5位        | 6位         |  | 7位         | 7位       | 7位         |

| 期 | 名人位     |  | 1位        | 2位       | 3位       | 4位        | 5位       |  | 6位       | 6位       | 6位         | 6位        |
| -- | ---------- |  | ---------- | --------- | --------- | ---------- | --------- |  | --------- | --------- | ----------- | ---------- |
| 49 | 芝野虎丸   |  | 井山裕太   | 一力遼◎全 | 余正麒    | 山下敬吾   | 許家元    |  | 志田達哉▼ | 関航太郎▼ | 富士田明彦▼ | 張栩▼      |
| 50 | 一力遼     |  | 芝野虎丸◎  | 余正麒    | 井山裕太P | 許家元     | 山下敬吾▼ |  | 関航太郎▼ | 村川大介▼ | 広瀬優一▼   | 福岡航太朗 |
| 51 | 一力か芝野 |  | 芝野か一力 | 井山裕太  | 許家元    | 福岡航太朗 | 余正麒    |  |           |           |             |            |
| -  | 名人位     |  | 1位        | 2位       | 3位       | 4位        | 5位       |  | 6位       | 6位       | 6位         | 6位        |

## 八強争覇戦
名人戦が読売から朝日に移った1976年に、朝日新聞は臨時棋戦として八強争覇戦を開催した。出場棋士は、前期名人・王座の大竹英雄、本因坊石田芳夫、十段林海峰、天元藤沢秀行、NHK杯坂田栄男、早碁選手権橋本昌二、プロ十傑戦趙治勲のタイトル保持者、及び橋本宇太郎の8名で、トーナメント戦形式で行い、決勝は三番勝負。当時19歳で、前年に最年少タイトル獲得をしていた趙治勲が優勝した。
|  | 準々決勝   | 準々決勝 |          |   | 準決勝 | 準決勝 |  |  | 決勝 | 決勝 |
|  |            |          |          |   |        |        |  |  |      |      |
|  |            |          |          |   |        |        |  |  |      |      |
|  |            |          |          |   |        |        |  |  |      |      |
|  | 橋本宇太郎 | ×        |          |   |        |        |  |  |      |      |
|  | 橋本宇太郎 | ×        |          |   |        |        |  |  |      |      |
|  | 趙治勲     | ○        |          |   |        |        |  |  |      |      |
|  | 趙治勲     | ○        | 趙治勲   | ○ |        |        |  |  |      |      |
|  |            |          | 趙治勲   | ○ |        |        |  |  |      |      |
|  |            | 林海峰   | ×        |   |        |        |  |  |      |      |
|  | 大竹英雄   | 林海峰   | ×        | × |        |        |  |  |      |      |
|  | 大竹英雄   |          |          | × |        |        |  |  |      |      |
|  | 林海峰     | ○        |          |   |        |        |  |  |      |      |
|  | 林海峰     | ○        | 趙治勲   | 2 |        |        |  |  |      |      |
|  |            |          | 趙治勲   | 2 |        |        |  |  |      |      |
|  |            | 藤沢秀行 | 1        |   |        |        |  |  |      |      |
|  | 石田芳夫   | 藤沢秀行 | 1        | × |        |        |  |  |      |      |
|  | 石田芳夫   |          |          | × |        |        |  |  |      |      |
|  | 藤沢秀行   | ○        |          |   |        |        |  |  |      |      |
|  | 藤沢秀行   | ○        | 藤沢秀行 | ○ |        |        |  |  |      |      |
|  |            |          | 藤沢秀行 | ○ |        |        |  |  |      |      |
|  |            | 橋本昌二 | ×        |   |        |        |  |  |      |      |
|  | 坂田栄男   | 橋本昌二 | ×        | × |        |        |  |  |      |      |
|  | 坂田栄男   |          |          | × |        |        |  |  |      |      |
|  | 橋本昌二   | ○        |          |   |        |        |  |  |      |      |
|  | 橋本昌二   | ○        |          |   |        |        |  |  |      |      |

## 個人記録
- 旧名人戦と新名人戦の合算。
- 氏名の太字は名誉名人。数字の太字は最多記録。
- 棋士名は挑戦手合出場またはリーグに3回以上参加で追加。
- +は直前に追加された数。
- 現在、第46期リーグまでを記載。

| 氏名       | 名人在位 | 名人在位 | 挑戦手合出場 | 挑戦手合出場 | リーグ参加 （名人在位含む） | リーグ参加 （名人在位含む） |
| 氏名       | 通算     | 連続     | 通算         | 連続         | 通算                        | 連続                        |
| ---------- | -------- | -------- | ------------ | ------------ | --------------------------- | --------------------------- |
| 趙治勲     | 9        | 5        | 12           | 6            | 32                          | 28                          |
| 林海峰     | 8        | 3        | 16           | 10           | 39                          | 35                          |
| 小林光一   | 8        | 7        | 11           | 8            | 21                          | 21                          |
| 井山裕太   | +7       | 3        | 10           | 5            | +14                         | +14                         |
| 張栩       | 5        | 2        | 8            | 6            | 18                          | 18                          |
| 大竹英雄   | 4        | 2        | 12           | 5            | 24                          | 19                          |
| 依田紀基   | 4        | 4        | 6            | 6            | 19                          | 13                          |
| 坂田栄男   | 2        | 2        | 6            | 3            | 19                          | 10                          |
| 高尾紳路   | 2        | 1        | 6            | 3            | 13                          | 12                          |
| 藤沢秀行   | 2        | 1        | 5            | 2            | 21                          | 15                          |
| 加藤正夫   | 2        | 2        | 4            | 3            | 22                          | 14                          |
| 山下敬吾   | 2        | 2        | 4            | 3            | +17                         | +11                         |
| 石田芳夫   | 1        | 1        | 4            | 1            | 10                          | 4                           |
| 武宮正樹   | 1        | 1        | 2            | 2            | 20                          | 15                          |
| 高川格     | 1        | 1        | 2            | 1            | 9                           | 8                           |
| 芝野虎丸   | 1        | 1        | 2            | 2            | +4                          | +4                          |
| 羽根直樹   | 0        | 0        | 1            | 1            | +13                         | +11                         |
| 王立誠     | 0        | 0        | 1            | 1            | 10                          | 10                          |
| 河野臨     | 0        | 0        | 1            | 1            | +10                         | +10                         |
| 淡路修三   | 0        | 0        | 1            | 1            | 8                           | 8                           |
| 小林覚     | 0        | 0        | 1            | 1            | 8                           | 6                           |
| 藤沢朋斎   | 0        | 0        | 0            | 0            | 14                          | 14                          |
| 王銘琬     | 0        | 0        | 0            | 0            | 11                          | 6                           |
| 橋本昌二   | 0        | 0        | 0            | 0            | 10                          | 9                           |
| 坂井秀至   | 0        | 0        | 0            | 0            | 9                           | 7                           |
| 村川大介   | 0        | 0        | 0            | 0            | 8                           | 8                           |
| 橋本宇太郎 | 0        | 0        | 0            | 0            | 8                           | 7                           |
| 柳時熏     | 0        | 0        | 0            | 0            | 8                           | 7                           |
| 黄翊祖     | 0        | 0        | 0            | 0            | 8                           | 5                           |
| 山部俊郎   | 0        | 0        | 0            | 0            | 8                           | 3                           |
| 山田規三生 | 0        | 0        | 0            | 0            | 7                           | 7                           |
| 梶原武雄   | 0        | 0        | 0            | 0            | 7                           | 3                           |
| 本田邦久   | 0        | 0        | 0            | 0            | 7                           | 2                           |
| 石田章     | 0        | 0        | 0            | 0            | 6                           | 6                           |
| 片岡聡     | 0        | 0        | 0            | 0            | 6                           | 6                           |
| 結城聡     | 0        | 0        | 0            | 0            | 6                           | 5                           |
| 羽根泰正   | 0        | 0        | 0            | 0            | 6                           | 2                           |
| 島村俊廣   | 0        | 0        | 0            | 0            | 6                           | 1                           |
| 溝上知親   | 0        | 0        | 0            | 0            | 5                           | 4                           |
| 大平修三   | 0        | 0        | 0            | 0            | 5                           | 3                           |
| 山城宏     | 0        | 0        | 0            | 0            | 5                           | 3                           |
| 杉内雅男   | 0        | 0        | 0            | 0            | 5                           | 2                           |
| 木谷實     | 0        | 0        | 0            | 0            | 4                           | 4                           |
| 呉清源     | 0        | 0        | 0            | 0            | 4                           | 4                           |
| 加田克司   | 0        | 0        | 0            | 0            | 4                           | 2                           |
| 工藤紀夫   | 0        | 0        | 0            | 0            | 4                           | 1                           |
| 高木祥一   | 0        | 0        | 0            | 0            | 3                           | 3                           |
| 今村俊也   | 0        | 0        | 0            | 0            | 3                           | 3                           |
| 半田道玄   | 0        | 0        | 0            | 0            | 3                           | 2                           |
| 白石裕     | 0        | 0        | 0            | 0            | 3                           | 2                           |
| 趙善津     | 0        | 0        | 0            | 0            | 3                           | 2                           |
| 小県真樹   | 0        | 0        | 0            | 0            | 3                           | 2                           |
| 余正麒     | 0        | 0        | 0            | 0            | +3                          | 2                           |
| 宮下秀洋   | 0        | 0        | 0            | 0            | 3                           | 1                           |
| 三村智保   | 0        | 0        | 0            | 0            | 3                           | 1                           |

## 名人戦の記録、エピソード
記録
- 最多防衛記録は小林光一の7連覇。
- 通算最多在位は趙治勲の9期、次いで林海峰、小林光一、井山裕太の8期。
- 名人リーグ最長在籍は林海峰の35期連続、通算39期（名人在位8期を含む）。
- 最年少記録は芝野虎丸の19歳11か月での獲得。
- 最年長記録は高川格の53歳（挑戦者では坂田栄男・林海峰の59歳）。

無勝負
- 1980年の挑戦手合第4局では、挑戦者の趙治勲がコウの取り番で無かったにもかかわらず、コウを打ち抜いたことが問題となった。趙は直前に記録係の彦坂直人に、取り番であるか確認をして打ち抜いたため、反則負けではなく立会人裁定により、無勝負となった。この騒動によりルールが改定され、記録係は対局者の質問に答えなくてもよいこととなった他、タイトル戦での記録係は2名となった。
- 1998年の挑戦手合第4局ではタイトル戦初の三コウ無勝負となった。これにより、規約を改定し4勝で決着から七番勝負で勝ち越しが確定した時点で決着となった[13]。

## 放送
第4期の対局はTBSがテレビドキュメンタリー『勝敗　第一部』として1965年10月5日に放送した。ディレクターは萩元晴彦、音楽は武満徹、構成は寺山修司が担当した。4台のカメラと同時録音により記録し、ナレーションを最小限にするなど対局の緊張感を伝える構成となっている。10月12日に放送された『勝敗　第二部』は寺山の作家性が強い作風となっている。

七番勝負の模様は、棋聖戦挑戦手合七番勝負と同様、「囲碁名人戦」という番組名でNHKでテレビ放送されていた。
ネット配信では2022年現在、YouTube朝日新聞囲碁将棋TVでリーグ戦や七番勝負の完全生中継が行われている。2021年までは日本棋院YouTubeで配信されていた。

## 書籍
- 名人戦一手一手の研究 林海峰 著 東京創元新社  1969(実力囲碁新書)
- 林海峯打碁集 : わが名人戦での闘い 全3巻 大泉書店  1974
- 石田芳夫打碁集 第3巻 名人戦 : 熱闘の譜 大泉書店 1975
- 囲碁名人戦全記録 第1期 (大竹英雄,名人位に) 朝日新聞東京本社学芸部 編 朝日ソノラマ  1977
- 囲碁名人戦全記録 第2期 朝日新聞東京本社学芸部 編 朝日ソノラマ  1978
- 囲碁名人戦全記録 第4期 朝日新聞東京本社学芸部 編 朝日ソノラマ  1980
- 囲碁名人戦全記録 第5期 朝日新聞東京本社学芸部 編 朝日ソノラマ  1981
- 囲碁名人戦全記録 第6期 朝日新聞社東京本社学芸部 編 朝日ソノラマ  1982
- 囲碁名人戦 第7期 (趙治勲名人対大竹英雄九段) 朝日新聞社東京本社学芸部 編 朝日ソノラマ  1983
- 囲碁名人戦全記録 第8期 (名人位決定七番勝負・挑戦者決定リーグ戦) 朝日新聞学芸部 編 朝日新聞社  1984
- 囲碁名人戦全記録 第9期 (名人位決定七番勝負・挑戦者決定リーグ戦) 朝日新聞学芸部 編 朝日新聞社  1985
- 囲碁名人戦全記録 第10期 (名人位決定七番勝負・挑戦者決定リーグ戦) 朝日新聞学芸部 編 朝日新聞社  1986
- 囲碁名人戦全記録 第11期 朝日新聞学芸部 編 朝日新聞社  1987
- 囲碁名人戦全記録 第12期 朝日新聞学芸部 編 朝日新聞社  1988
- 囲碁名人戦全記録 第13期 朝日新聞学芸部 編 朝日新聞社  1989
- 囲碁名人戦全記録 第14期 朝日新聞学芸部 編 朝日新聞社  1990
- 第四十八期将棋名人戦全記録 毎日新聞社 編 毎日新聞社  1990
- 囲碁名人戦全記録 第15期 朝日新聞学芸部 編 朝日新聞社  1991
- 囲碁名人戦全記録 第16期 朝日新聞学芸部 編 朝日新聞社  1992
- 囲碁名人戦全記録 第17期 朝日新聞学芸部 編 朝日新聞社  1993
- 第十七期囲碁名人戦第三局開催記念中遠支部二十年のあゆみ記念誌 日本棋院中遠支部 編 日本棋院中遠支部  1993
- 囲碁名人戦全記録 第18期 朝日新聞学芸部 編 朝日新聞社  1994
- 囲碁名人戦全記録 第19期 朝日新聞学芸部 編 朝日新聞社  1995
- 囲碁名人戦全記録 第20期 (名人位決定七番勝負・挑戦者決定リーグ戦) 朝日新聞学芸部 編 朝日新聞社  1996
- 囲碁名人戦好局集 : 激動の20年 朝日新聞学芸部 編 誠文堂新光社  1996
- 囲碁名人戦全記録 第21期 (名人位決定七番勝負・挑戦者決定リーグ戦) 朝日新聞学芸部 編 朝日新聞社  1997
- 囲碁名人戦全記録 第22期 (名人位決定七番勝負・挑戦者決定リーグ戦) 朝日新聞学芸部 編 朝日新聞社  1998
- 囲碁名人戦全記録 第23期 (名人位決定七番勝負・挑戦者決定リーグ戦) 朝日新聞学芸部 編 朝日新聞社  1999
- 囲碁名人戦全記録 : 名人位決定七番勝負・挑戦者決定リーグ戦 第24期 朝日新聞学芸部 編 朝日新聞社  2000
- 囲碁名人戦全記録 : 名人位決定七番勝負・挑戦者決定リーグ戦 第25期 朝日新聞学芸部 編 朝日新聞社  2001
- 囲碁名人戦全記録 : 名人位決定七番勝負・挑戦者決定リーグ戦 第26期 朝日新聞学芸部 編 朝日新聞社  2002
- 囲碁名人戦全記録 : 名人位決定七番勝負・挑戦者決定リーグ戦 第27期 朝日新聞学芸部 編 朝日新聞社  2003
- 囲碁名人戦全記録 : 名人位決定七番勝負・挑戦者決定リーグ戦 第28期 朝日新聞学芸部 編 朝日新聞社  2004
- 囲碁名人戦全記録 : 名人位決定七番勝負・挑戦者決定リーグ戦 第29期 朝日新聞文化部 編 朝日新聞社  2005
- 囲碁名人戦全記録 : 名人位決定七番勝負・挑戦者決定リーグ戦 第30期 朝日新聞文化部 編 朝日新聞社  2006
- 囲碁名人戦全記録 : 名人位決定七番勝負・挑戦者決定リーグ戦 第31期 朝日新聞文化グループ 編 朝日新聞社  2007
- 囲碁名人戦全記録 : 名人位決定七番勝負・挑戦者決定リーグ戦 第32期 朝日新聞文化グループ 編 朝日新聞社  2008
- 囲碁名人戦全記録 : 名人位決定七番勝負 : 挑戦者決定リーグ戦 第33期 朝日新聞文化グループ 編 朝日新聞出版  2009
- 囲碁名人戦全記録 : 名人位決定七番勝負 : 挑戦者決定リーグ戦 第34期 朝日新聞文化グループ 編 朝日新聞出版  2010
- 囲碁名人戦全記録 : 名人位決定七番勝負 : 挑戦者決定リーグ戦 第35期 朝日新聞文化グループ 編 朝日新聞社  2011
- 囲碁名人戦全記録 : 名人位決定七番勝負 : 挑戦者決定リーグ戦 第36期 朝日新聞文化くらし報道部 編 朝日新聞社  2012
- 囲碁名人戦全記録 : 名人位決定七番勝負 挑戦者決定リーグ戦 第37期 朝日新聞文化くらし報道部 編 朝日新聞社  2013
- 囲碁名人戦全記録 : 名人位決定七番勝負 挑戦者決定リーグ戦 第38期 朝日新聞文化くらし報道部 編 朝日新聞社  2014
- 囲碁名人戦全記録 : 名人位決定七番勝負 挑戦者決定リーグ戦 第39期 朝日新聞文化くらし報道部 編 朝日新聞社  2015
- 囲碁名人戦全記録 : 名人位決定七番勝負 挑戦者決定リーグ戦 第40期 朝日新聞文化くらし報道部 編 朝日新聞社  2016
- 囲碁名人戦全記録 : 名人位決定七番勝負 挑戦者決定リーグ戦 第41期 朝日新聞文化くらし報道部 編 朝日新聞社  2017
- 囲碁名人戦全記録 : 名人位決定七番勝負 挑戦者決定リーグ戦 第42期 朝日新聞文化くらし報道部 編 朝日新聞社  2018
- 囲碁名人戦全記録 第43期 朝日新聞文化くらし報道部 編 朝日新聞社  2019
- 囲碁名人戦全記録 第44期 朝日新聞文化くらし報道部 編 朝日新聞社  2020